# Apochiton burttii
Apochiton burttii är en gräsart som beskrevs av Charles Edward Hubbard. Apochiton burttii ingår i släktet Apochiton och familjen gräs. Inga underarter finns listade i Catalogue of Life.